# Гога Гогіберашвіллі
Гога Гогіберашвіллі (груз. გოგა გოგიბერაშვილი; нар. 28 вересня 1990, Самтредія, Імеретія) — грузинський борець греко-римського стилю, бронзовий призер чемпіонату Європи.

## Життєпис
Боротьбою почав займатися з 2005 року.
Тренується на Олімпійській базі у Глдані, Тбілісі.

## Спортивні результати на міжнародних змаганнях

### Виступи на Чемпіонатах світу
| Змагання                        | Збірна | Вагова категорія                 | Місце |
| ------------------------------- | ------ | -------------------------------- | ----- |
| Чемпіонат світу з боротьби 2017 | Грузія | греко-римська боротьба, до 66 кг | 22    |

### Виступи на Чемпіонатах Європи
| Змагання                         | Збірна | Вагова категорія                 | Місце  |
| -------------------------------- | ------ | -------------------------------- | ------ |
| Чемпіонат Європи з боротьби 2017 | Грузія | греко-римська боротьба, до 66 кг | Бронза |

### Виступи на інших змаганнях
| Змагання                           | Збірна | Вагова категорія                 | Місце |
| ---------------------------------- | ------ | -------------------------------- | ----- |
| Турнір Вехбі Емре 2013             | Грузія | греко-римська боротьба, до 66 кг | 11    |
| Кубок Владислава Пітласинські 2017 | Грузія | греко-римська боротьба, до 71 кг | 21    |
| Меморіал Олега Караваєва 2017      | Грузія | команда                          | 4     |
| Кубок Тахті 2018                   | Грузія | греко-римська боротьба, до 72 кг | 5     |

### Виступи на змаганнях молодших вікових груп
| Змагання                                      | Збірна | Вагова категорія                 | Місце |
| --------------------------------------------- | ------ | -------------------------------- | ----- |
| Чемпіонат світу з боротьби серед юніорів 2007 | Грузія | греко-римська боротьба, до 50 кг | 8     |